# 8 Hours of Portimão 2021

Tor Autódromo Internacional do Algarve

8 Hours of Portimão 2021 – długodystansowy wyścig samochodowy, który odbył się 13 czerwca 2021 roku. Był on drugą rundą sezonu 2021 serii FIA World Endurance Championship.

## Harmonogram
| Dzień                 | Godzina | Sesja                             | Długość  |
| --------------------- | ------- | --------------------------------- | -------- |
| Piątek, 11 czerwca    | 15:15   | Pierwsza sesja treningowa         | 90 minut |
| Sobota, 12 czerwca    | 9:35    | Druga sesja treningowa            | 90 minut |
| Sobota, 12 czerwca    | 14:00   | Trzecia sesja treningowa          | 60 minut |
| Sobota, 12 czerwca    | 18:00   | Kwalifikacje LMGTE Pro i LMGTE Am | 10 minut |
| Sobota, 12 czerwca    | 18:20   | Kwalifikacje Hypercar i LMP2      | 10 minut |
| Niedziela, 13 czerwca | 11:00   | Wyścig                            | 8 godzin |
| Źródło                |         |                                   |          |

## Sesje treningowe
| Klasa          | Zespół                      | Samochód            | Czas           | Okr.           |
| Sesja pierwsza | Sesja pierwsza              | Sesja pierwsza      | Sesja pierwsza | Sesja pierwsza |
| -------------- | --------------------------- | ------------------- | -------------- | -------------- |
| Hypercar       | #36 Alpine Elf Matmut       | Alpine A480         | 1:33,781       | 28             |
| LMP2           | #38 Jota                    | Oreca 07            | 1:33,752       | 37             |
| LMGTE Pro      | #92 Porsche GT Team         | Porsche 911 RSR-19  | 1:40,227       | 35             |
| LMGTE Am       | #77 Dempsey - Proton Racing | Porsche 911 RSR-19  | 1:41,202       | 28             |
| Sesja druga    |                             |                     |                |                |
| Hypercar       | #36 Alpine Elf Matmut       | Alpine A480         | 1:32,074       | 40             |
| LMP2           | #22 United Autosports USA   | Oreca 07            | 1:31,984       | 41             |
| LMGTE Pro      | #52 AF Corse                | Ferrari 488 GTE Evo | 1:38,901       | 43             |
| LMGTE Am       | #56 Team Project 1          | Porsche 911 RSR-19  | 1:39,266       | 41             |
| Sesja trzecia  |                             |                     |                |                |
| Hypercar       | #36 Alpine Elf Matmut       | Alpine A480         | 1:31,652       | 34             |
| LMP2           | #22 United Autosports USA   | Oreca 07            | 1:31,628       | 30             |
| LMGTE Pro      | #92 Porsche GT Team         | Porsche 911 RSR-19  | 1:38,082       | 27             |
| LMGTE Am       | #56 Team Project 1          | Porsche 911 RSR-19  | 1:39,186       | 31             |

## Kwalifikacje
Pole position w każdej kategorii oznaczone jest pogrubieniem.
| Poz.   | Klasa     | Zespół                        | Kierowca               | Czas     | Strata  | Poz. s. |
| ------ | --------- | ----------------------------- | ---------------------- | -------- | ------- | ------- |
| 1      | Hypercar  | #36 Alpine Elf Matmut         | Matthieu Vaxivière     | 1:30,364 | —       | 1       |
| 2      | Hypercar  | #8 Toyota Gazoo Racing        | Brendon Hartley        | 1:30,458 | +0,094  | 2       |
| 3      | Hypercar  | #7 Toyota Gazoo Racing        | Mike Conway            | 1:30,540 | +0,176  | 3       |
| 4      | LMP2      | #28 Jota                      | Tom Blomqvist          | 1:31,210 | +0,846  | 4       |
| 5      | LMP2      | #38 Jota                      | António Félix da Costa | 1:31,255 | +0,891  | 5       |
| 6      | LMP2      | #29 Racing Team Nederland     | Job van Uitert         | 1:31,545 | +1,181  | 6       |
| 7      | LMP2      | #22 United Autosports USA     | Paul di Resta          | 1:31,598 | +1,234  | 7       |
| 8      | LMP2      | #31 Team WRT                  | Robin Frijns           | 1:31,648 | +1,284  | 8       |
| 9      | LMP2      | #34 Inter Europol Competition | Alex Brundle           | 1:31,737 | +1,373  | 9       |
| 10     | LMP2      | #70 Realteam Racing           | Norman Nato            | 1:31,854 | +1,490  | 10      |
| 11     | Hypercar  | #709 Glickenhaus Racing       | Richard Westbrook      | 1:32,167 | +1,803  | 11      |
| 12     | LMP2      | #21 DragonSpeed USA           | Ben Hanley             | 1:32,526 | +2,162  | 12      |
| 13     | LMP2      | #20 High Class Racing         | Anders Fjordbach       | 1:32,626 | +2,262  | 13      |
| 14     | LMP2      | #1 Richard Mille Racing Team  | Sophia Flörsch         | 1:32,748 | +2,384  | 14      |
| 15     | LMP2      | #44 ARC Bratislava            | Oliver Webb            | 1:34,224 | +3,860  | 15      |
| 16     | LMGTE Pro | #92 Porsche GT Team           | Kévin Estre            | 1:37,986 | +7,622  | 16      |
| 17     | LMGTE Pro | #51 AF Corse                  | James Calado           | 1:38,359 | +7,995  | 17      |
| 18     | LMGTE Pro | #91 Porsche GT Team           | Gianmaria Bruni        | 1:38,389 | +8,025  | 18      |
| 19     | LMGTE Pro | #52 AF Corse                  | Daniel Serra           | 1:38,743 | +8,379  | 19      |
| 20     | LMGTE Am  | #56 Team Project 1            | Egidio Perfetti        | 1:40,191 | +9,827  | 20      |
| 21     | LMGTE Am  | #77 Dempsey - Proton Racing   | Christian Ried         | 1:40,236 | +9,872  | 21      |
| 22     | LMGTE Am  | #47 Cetilar Racing            | Roberto Lacorte        | 1:40,885 | +10,521 | 22      |
| 23     | LMGTE Am  | #54 AF Corse                  | Thomas Flohr           | 1:41,001 | +10,637 | 23      |
| 24     | LMGTE Am  | #85 Iron Lynx                 | Manuela Gostner        | 1:41,085 | +10,721 | 24      |
| 25     | LMGTE Am  | #83 AF Corse                  | François Perrodo       | 1:41,141 | +10,777 | 25      |
| 26     | LMGTE Am  | #57 Kessel Racing             | Takeshi Kimura         | 1:41,276 | +10,912 | 26      |
| 27     | LMGTE Am  | #98 Aston Martin Racing       | Paul Dalla Lana        | 1:41,366 | +11,002 | 27      |
| 28     | LMGTE Am  | #777 D'Station Racing         | Satoshi Hoshino        | 1:41,499 | +11,135 | 28      |
| 29     | LMGTE Am  | #86 GR Racing                 | Michael Wainwright     | 1:41,604 | +11,240 | 29      |
| 30     | LMGTE Am  | #33 TF Sport                  | Ben Keating            | 1:41,993 | +11,629 | 30      |
| 31     | LMGTE Am  | #60 Iron Lynx                 | Claudio Schiavoni      | 1:42,521 | +12,157 | 31      |
| 32     | LMGTE Am  | #88 Dempsey - Proton Racing   | Dominique Bastien      | 1:43,374 | +13,010 | 32      |
| Źródła |           |                               |                        |          |         |         |

## Wyścig

### Wyniki
Minimum do bycia sklasyfikowanym (70 procent dystansu pokonanego przez zwycięzców wyścigu) wyniosło 210 okrążeń. Zwycięzcy klas są oznaczeni pogrubieniem.
| Poz.              | Klasa         | Zespół                        | Kierowcy                                                 | Samochód                 | Opony | Okr. | Czas/Strata   |
| ----------------- | ------------- | ----------------------------- | -------------------------------------------------------- | ------------------------ | ----- | ---- | ------------- |
| 1                 | Hypercar      | #8 Toyota Gazoo Racing        | Sébastien Buemi Kazuki Nakajima Brendon Hartley          | Toyota GR010 Hybrid      | M     | 300  | 8:00:15,414   |
| 2                 | Hypercar      | #7 Toyota Gazoo Racing        | Mike Conway Kamui Kobayashi José María López             | Toyota GR010 Hybrid      | M     | 300  | +1,800        |
| 3                 | Hypercar      | #36 Alpine Elf Matmut         | André Negrão Nicolas Lapierre Matthieu Vaxivière         | Alpine A480              | M     | 300  | +1:08,597     |
| 4                 | LMP2          | #38 Jota                      | Roberto González António Félix da Costa Anthony Davidson | Oreca 07                 | G     | 296  | +4 okrążenia  |
| 5                 | LMP2          | #28 Jota                      | Sean Gelael Stoffel Vandoorne Tom Blomqvist              | Oreca 07                 | G     | 296  | +4 okrążenia  |
| 6                 | LMP2          | #22 United Autosports USA     | Philip Hanson Wayne Boyd Paul di Resta                   | Oreca 07                 | G     | 295  | +5 okrążeń    |
| 7                 | LMP2          | #31 Team WRT                  | Robin Frijns Ferdinand Habsburg Charles Milesi           | Oreca 07                 | G     | 295  | +5 okrążeń    |
| 8                 | LMP2          | #34 Inter Europol Competition | Jakub Śmiechowski Louis Delétraz Alex Brundle            | Oreca 07                 | G     | 293  | +7 okrążeń    |
| 9                 | LMP2          | #1 Richard Mille Racing Team  | Tatiana Calderón Sophia Flörsch Beitske Visser           | Oreca 07                 | G     | 290  | +10 okrążeń   |
| 10                | LMP2 (Pro-Am) | #70 Realteam Racing           | Esteban Garcia Mathias Beche Norman Nato                 | Oreca 07                 | G     | 290  | +10 okrążeń   |
| 11                | LMP2 (Pro-Am) | #21 DragonSpeed USA           | Henrik Hedman Juan Pablo Montoya Ben Hanley              | Oreca 07                 | G     | 288  | +12 okrążeń   |
| 12                | LMP2 (Pro-Am) | #20 High Class Racing         | Jan Magnussen Anders Fjordbach Dennis Andersen           | Oreca 07                 | G     | 285  | +15 okrążeń   |
| 13                | LMP2 (Pro-Am) | #29 Racing Team Nederland     | Frits van Eerd Giedo van der Garde Job van Uitert        | Oreca 07                 | G     | 280  | +20 okrążeń   |
| 14                | LMGTE Pro     | #51 AF Corse                  | Alessandro Pier Guidi James Calado                       | Ferrari 488 GTE Evo      | M     | 279  | +21 okrążeń   |
| 15                | LMGTE Pro     | #52 AF Corse                  | Daniel Serra Miguel Molina                               | Ferrari 488 GTE Evo      | M     | 279  | +21 okrążeń   |
| 16                | LMGTE Pro     | #92 Porsche GT Team           | Kévin Estre Neel Jani Michael Christensen                | Porsche 911 RSR-19       | M     | 279  | +21 okrążeń   |
| 17                | LMGTE Pro     | #91 Porsche GT Team           | Gianmaria Bruni Richard Lietz Frédéric Makowiecki        | Porsche 911 RSR-19       | M     | 278  | +22 okrążenia |
| 18                | LMGTE Am      | #47 Cetilar Racing            | Roberto Lacorte Giorgio Sernagiotto Antonio Fuoco        | Ferrari 488 GTE Evo      | M     | 274  | +26 okrążeń   |
| 19                | LMGTE Am      | #56 Team Project 1            | Egidio Perfetti Matteo Cairoli Riccardo Pera             | Porsche 911 RSR-19       | M     | 274  | +26 okrążeń   |
| 20                | LMGTE Am      | #54 AF Corse                  | Thomas Flohr Francesco Castellacci Giancarlo Fisichella  | Ferrari 488 GTE Evo      | M     | 274  | +26 okrążeń   |
| 21                | LMGTE Am      | #98 Aston Martin Racing       | Paul Dalla Lana Augusto Farfus Marcos Gomes              | Aston Martin Vantage AMR | M     | 274  | +26 okrążeń   |
| 22                | LMGTE Am      | #57 Kessel Racing             | Takeshi Kimura Mikkel Jensen Scott Andrews               | Ferrari 488 GTE Evo      | M     | 274  | +26 okrążeń   |
| 23                | LMGTE Am      | #60 Iron Lynx                 | Claudio Schiavoni Andrea Piccini Matteo Cressoni         | Ferrari 488 GTE Evo      | M     | 273  | +27 okrążeń   |
| 24                | LMGTE Am      | #85 Iron Lynx                 | Rahel Frey Michelle Gatting Manuela Gostner              | Ferrari 488 GTE Evo      | M     | 273  | +27 okrążeń   |
| 25                | LMGTE Am      | #33 TF Sport                  | Ben Keating Dylan Pereira Felipe Fraga                   | Aston Martin Vantage AMR | M     | 272  | +28 okrążeń   |
| 26                | LMGTE Am      | #86 GR Racing                 | Michael Wainwright Benjamin Barker Tom Gamble            | Porsche 911 RSR-19       | M     | 271  | +29 okrążeń   |
| 27                | LMGTE Am      | #88 Dempsey - Proton Racing   | Dominique Bastien Marco Seefried Julien Andlauer         | Porsche 911 RSR-19       | M     | 269  | +31 okrążeń   |
| 28                | LMGTE Am      | #83 AF Corse                  | François Perrodo Nicklas Nielsen Alessio Rovera          | Ferrari 488 GTE Evo      | M     | 267  | +33 okrążenia |
| 29                | LMP2 (Pro-Am) | #44 ARC Bratislava            | Miroslav Konôpka Oliver Webb Thomas Jackson              | Ligier JSP217            | G     | 261  | +39 okrążeń   |
| 30                | Hypercar      | #709 Glickenhaus Racing       | Ryan Briscoe Romain Dumas Richard Westbrook              | Glickenhaus 007 LMH      | M     | 246  | +54 okrążenia |
| Niesklasyfikowani |               |                               |                                                          |                          |       |      |               |
|                   | LMGTE Am      | #77 Dempsey - Proton Racing   | Christian Ried Jaxon Evans Matt Campbell                 | Porsche 911 RSR-19       | M     | 88   |               |
|                   | LMGTE Am      | #777 D'Station Racing         | Satoshi Hoshino Tomonobu Fujii Andrew Watson             | Aston Martin Vantage AMR | M     | 69   |               |

### Statystyki

#### Najszybsze okrążenie
| Klasa     | Kierowca          | Zespół                | Czas     | Okr. |
| --------- | ----------------- | --------------------- | -------- | ---- |
| Hypercar  | Nicolas Lapierre  | #36 Alpine Elf Matmut | 1:30,919 | 212  |
| LMP2      | Stoffel Vandoorne | #28 Jota              | 1:31,970 | 209  |
| LMGTE Pro | Miguel Molina     | #52 AF Corse          | 1:38,757 | 266  |
| LMGTE Am  | Antonio Fuoco     | #47 Cetilar Racing    | 1:38,925 | 244  |
| Źródło    |                   |                       |          |      |